# Viktorie královská

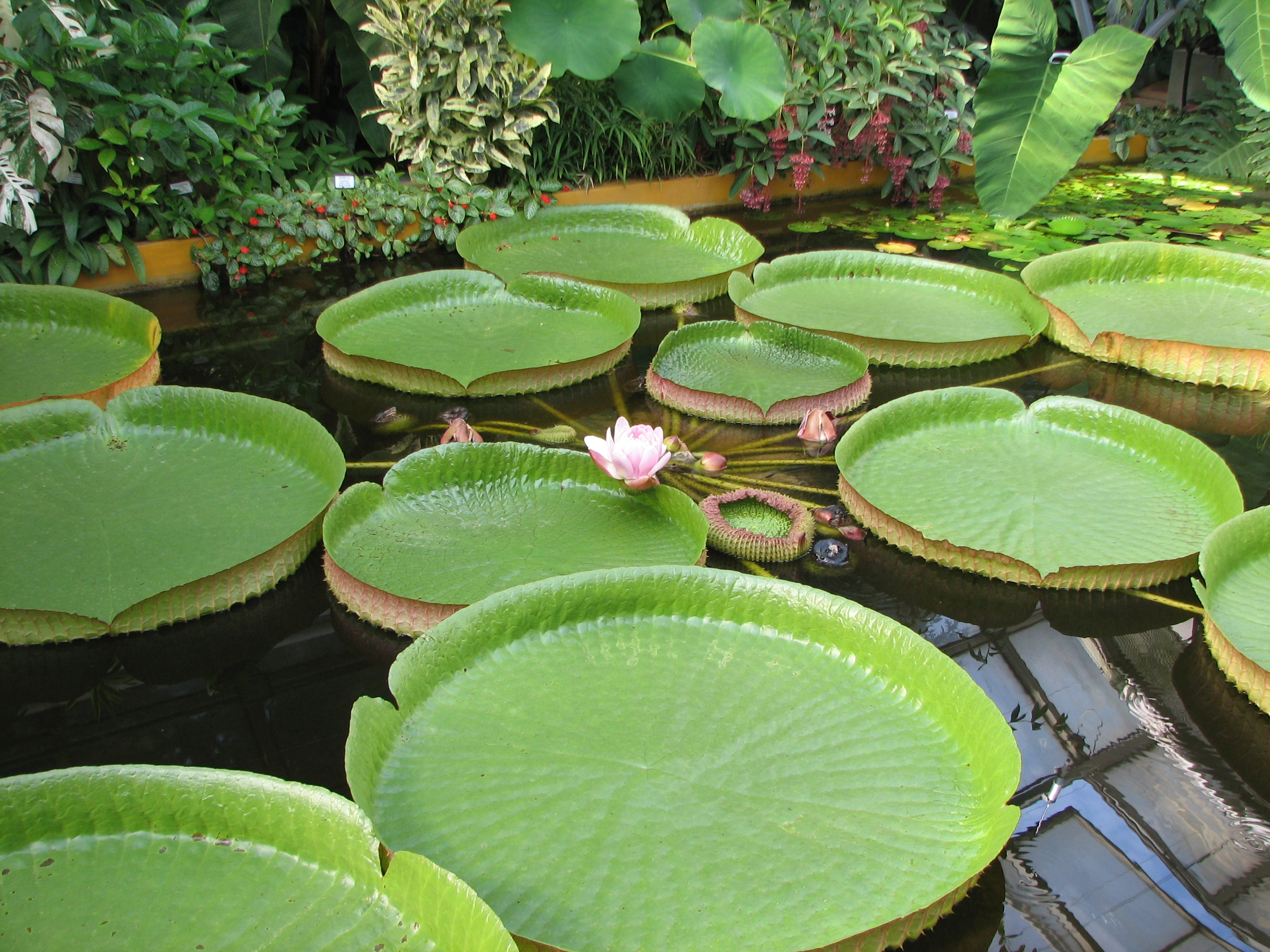
Viktorie královská v botanické zahradě Přírodovědecké fakulty MU

Viktorie královská (Victoria amazonica, syn. V. regia) je největší leknín světa. Má velké listy o průměru až tři metry, plovoucí na hladině velkých jezer jižní Ameriky. Listy jsou tak pevné, že unesou dokonce i dvacetikilogramové dítě.[zdroj?] V létě vykvetou krásné bílé květy, které ale za dva dny zase zvadnou.
Viktorii královskou jako první objevil kolem roku 1790 český cestovatel Tadeáš Haenke. Ovšem popsána byla až v říjnu 1873 Johnem Lindleyem.
V Česku rostou např. v botanických zahradách v Liberci, Brně nebo Olomouci.